# Charles Rigault de Genouilly
Đô đốc Pierre-Louis-Charles Rigault de Genouilly (12 tháng 4 năm 1807 - 4 tháng 5 năm 1873) là một sĩ quan hải quân Pháp. Ông đã chiến đấu lẫy lừng trong Chiến tranh Krym và Chiến tranh nha phiến lần thứ hai, nhưng ngày nay người ta vẫn nhớ đến ông vì chỉ huy các lực lượng Pháp và Tây Ban Nha trong giai đoạn mở đầu của chiến dịch Nam Kỳ (1858–62), mở đầu cuộc chinh phục Việt Nam của Pháp.